# Muscolo trasverso del torace
Il muscolo trasverso del torace o muscolo triangolare dello sterno è un muscolo appiattito, situato entro la gabbia toracica, dietro allo sterno e alle prime sei cartilagini costali.

## Origine e inserzioni
Origina dalle facce posteriori del corpo e del processo xifoideo dello sterno, presso il loro contorno laterale, con un'aponevrosi cui fanno seguito digitazioni carnose che si portano in alto e in fuori per inserirsi alla faccia posteriore delle cartilagini costali comprese tra la II e la VI.

## Azione
Il muscolo trasverso del torace è espiratore, abbassando le coste.